# مياه جوفية

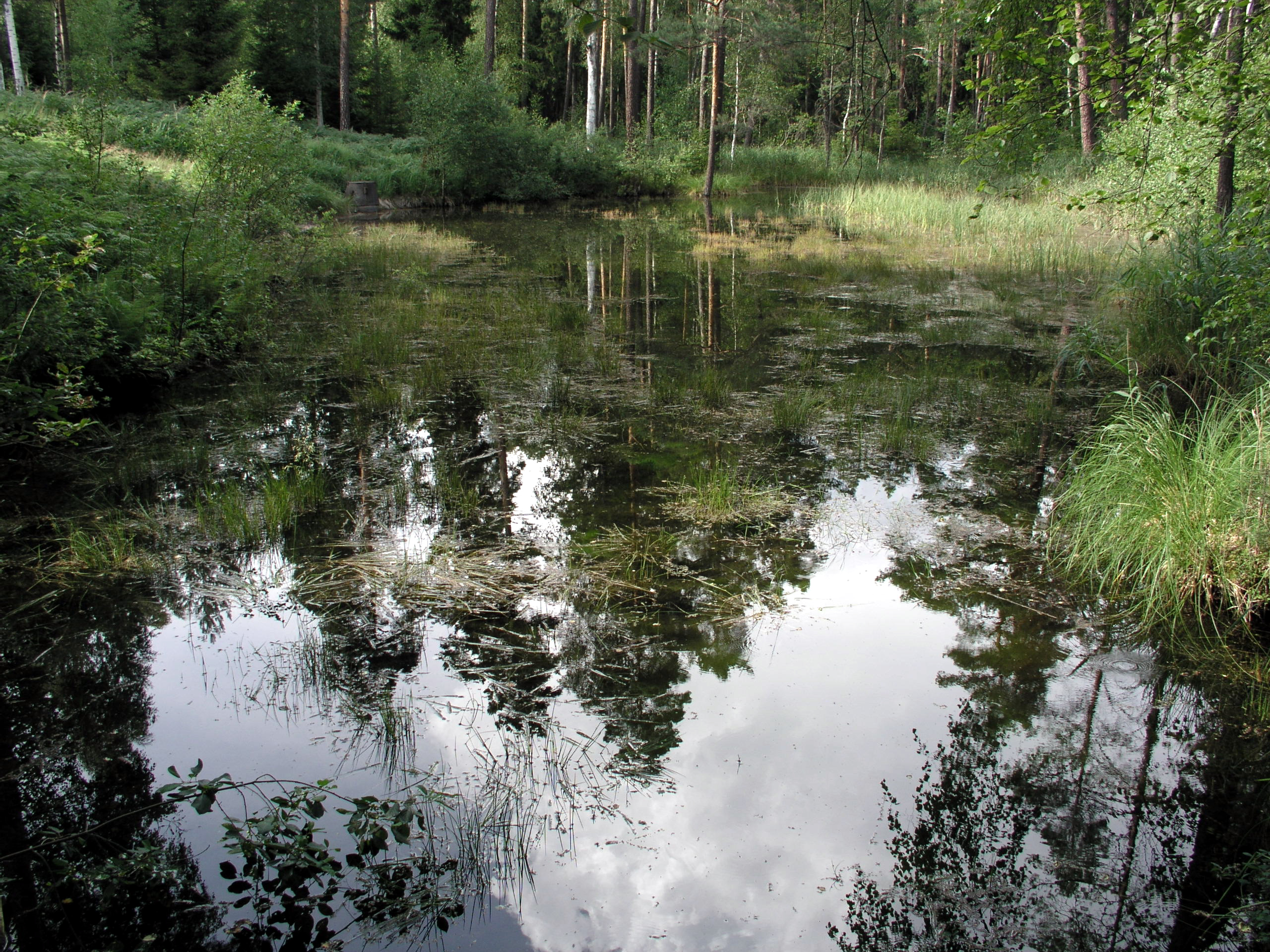
الينابيع إحدى اشكال المياه الجوفية الظاهرة

المياه الجوفية، يحصل الإنسان على احتياجاته المائية من مصدرين أساسيين وهما مصادر المياه السطحية وتشمل مياه الأنهار والبحيرات ومجاري الوديان ومصادر المياه الأرضية وتشمل الآبار والينابيع والكهوف والدحول. وبالنظر إلى إمكانية مشاهدة المياه السطحية وكذلك بسبب الأموال الباهظة التي صُرِفت على إقامة الخزانات والسدود والقناطر وشق القنوات اللازمة لاستخدام هذه المياه وكلها أمور في كل مكان وفي كل وقت تقريباً لذلك فقد نشأ اعتقاد بأن المياه السطحية تشكل المورد الرئيسي لاحتياجات العالم من المياه ولكن في الواقع فإن أقل من 3% من المياه العذبة المتاحة على كوكب الأرض توجد في الأنهار والبحيرات أما الجزء الأكبر والذي يمثل 97% فإنه يوجد في باطن الأرض ويُقدر بحوالي (100,000) كيلومتر مكعب. وإذا جاز التعبير عن المياه السطحية بأنها في حالة سريان وعبور فإن المصادر الجوفية تمثل المياه في حالة التخزين وقد تجمعت خلال قرون عديدة مع إضافات طفيفة من الأمطار الساقطة سنوياً وبذلك يتضح لنا أهمية المياه الجوفية كمصدر رئيسي يمكن أن يعتمد عليه إذا ما أحسن استغلاله لسد حاجة الإنسان والحيوان والنبات.
ويرجع استغلال المياه الجوفية إلى عصور ما قبل الميلاد حيث قام قدماء المصريين والصينيين بحفر الآبار للحصول على المياه من مصادرها الجوفية ولكن لعدم فهم كيفية تواجد المياه وحركتها في باطن الأرض ظل استخدامها محدوداً بل ويكاد يكون محصوراً في بعض المناطق الصحراوية القاحلة والتي لا تتوفر فيها مصادر مياه سطحية.
وفي مطلع القرن الحالي ومع التطور الكبير في أدوات الحفر فقد تضافرت عدة جهود لدراسة المياه الجوفية ومنذ ذلك الحين فقد بدأ الاعتماد على المياه الجوفية بشكل ملحوظ خاصة مع تزايد السكان في جميع أنحاء العالم وعدم كفاية المصادر السطحية لتغطية الاحتياجات المائية.

## أصل المياه الجوفية

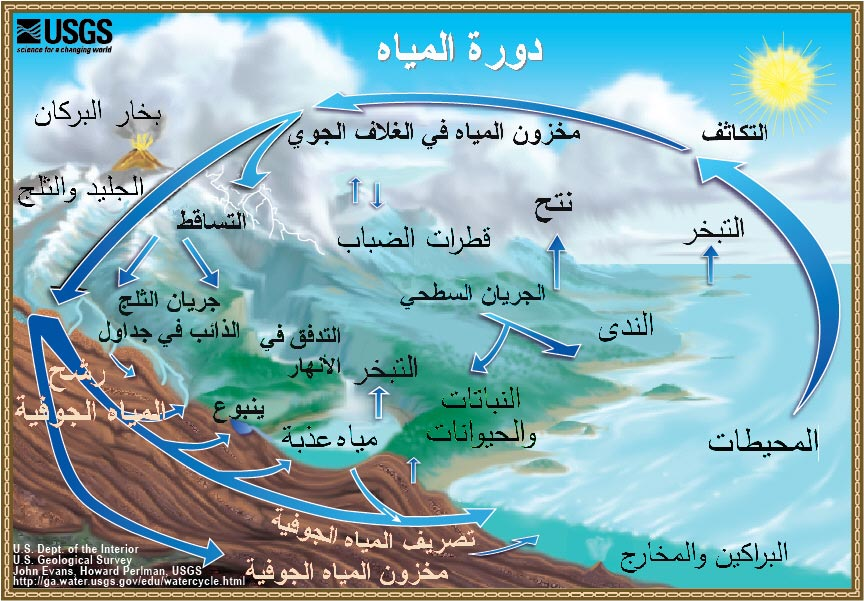
دورة المياه الطبيعية

تبدأ دورة المياه الأرضية بمياه المحيطات والتي تغطّي حوالي ثلاثة أرباع سطح الكرة الأرضية ونظراً لتعرضها لأشعة الشمس فإنها تتبخر وتتجمع الأبخرة المتصاعدة في الغلاف الجوي مكوّنة السحب وتحت ظروف معينة تتكثف السحب وتسقط على شكل أمطار أو برد أو ثلوج وتعرف الأشكال المختلفة المتساقطة بالمياه السماوية المنشأ والتي تشكل المصدر الرئيسي للمياه العذبة على سطح الأرض حيث يجري قسماً منها إلى مجاري الأنهار والوديان والبحيرات أما القسم الثاني فيتغلغل في التربة السطحية ليبقى معظمه في منطقة جذور النباتات ويسحب مرة ثانية إلى السطح بواسطة النباتات أو برية بالخاصية الشعرية للتربة وتستمر نسبة صغيرة في التغلغل إلى أسفل منطقة الجذور تحت تأثير الجاذبية الأرضية حيث تدخل الخزان المائي الأرضي وعند اتصالها بالمياه الجوفية فإن المياه المتغلغلة تتحرك أفقياً في مسام الطبقات المشبعة بالماء وقد تظهر مرة أخرى على السطح على هيئة ينابيع في بعض المناطق التي ينخفض فيها منسوب سطح الأرض عن منسوب دخول تلك المياه إلى الطبقة وتجري مياه الينابيع مرة أخرى على السطح مع المياه السطحية إلى المحيطات وتُعرف حركة المياه هذه بالدورة المائية.
كذلك فقد تنشأ المياه الجوفية ولكن بكميات قليلة جداً نتيجة بعض التفاعلات الكيماوية التي تحدث تحت سطح الأرض وتُعرف بالمياه الوليدة (Juvenile Water) كما هو الحال في المياه المصاحبة لانفجار بركاني حيث تنتج مباشرة من انطلاق أبخرة الماء التي كانت محبوسة داخل صخور منصهرة عندما تبرد قبل وصولها إلى سطح الأرض.

## المياه الجوفية
هي عبارة عن مياه موجودة في مسام الصخور الرسوبية تكونت عبر أزمنة مختلفة تكون حديثة أو قديمة جدا لملايين السنين. مصدر هذه المياه غالبا المطر أو الأنهار الدائمة أو الموسمية أو الجليد الذائب وتتسرب المياه من سطح الأرض إلى داخلها فيما يعرف بالتغذية (بالإنجليزية: Recharge).
عملية التسرب تعتمد على نوع التربة الموجودة على سطح الأرض التي تلامس المياه السطحية (مصدر التغذية) فكلما كانت التربة مفككة وذات فراغات كبيرة ومسامية عالية ساعدت على التسرب الأفضل للمياه وبالتالي الحصول على مخزون مياه جوفية جيد بمرور الزمن. ويُستفاد من المياه الجوفية بعدة طرق منها حفر الآبار الجوفية أو عبر الينابيع أو تغذية الأنهار.
المياه الجوفية هي كل المياه التي تقع تحت سطح الأرض وهي المسمى المقابل للمياه الواقعة على سطح الأرض وتسمى المياه السطحية، وتقع المياه الجوفية في منطقتين مختلفتين وهما المنطقة المشبعة بالماء والمنطقة غير المشبعة بالماء.
المنطقة غير المشبعة بالماء تقع مباشرة تحت سطح الأرض في معظم المناطق وتحتوي على المياه والهواء ويكون الضغط بها أقل من الضغط الجوي مما يمنع المياه بتلك المنطقة من الخروج منها إلى أي بئر محفور بها، وهي طبقة مختلفة السمك ويقع تحتها مباشرة المنطقة المشبعة. المنطقة المشبعة هي طبقة تحتوي على مواد حاملة للمياه وتكون كل الفراغات المتصلة ببعضها مملوءة بالماء ويكون الضغط بها أكبر من الضغط الجوي مما يسمح للمياه بالخروج منها إلى البئر أو العيون، تغذية المنطقة المشبعة يتم عبر ترشح المياه من سطح الأرض إلى هذه الطبقة عبر مرورها بالمنطقة غير المشبعة.

### تواجد المياه الجوفية وحركتها
تتواجد المياه الجوفية في أي نوع من الصخور الرسوبية أو النارية أو المتحولة وسواء اذا كانت تلك الصخور متماسكة أو متفككة بشرط أن تكون المادة الصخرية مسامية ومنفذه بدرجة كافية.
وتعتمد التكوينات الجيولوجية في قدرتها على حمل المياه على وجود الفتحات في مادتها الصخرية. وجميع المواد الصخرية تقريباً تحتوي على فتحات يمكن تقسيمها لعدة أنواع مثل:
1. الفتحات البينية، الشقوق والفواصل، الفجوات والكهوف.
2. الفتحات بين جزيئات المواد الصخرية المفككة كما هو الحال في التكوينات الرملية أو الحصوية.
3. الصدوع والفواصل والشقوق في الصخور المتماسكة والصلبة والتي تنشأ عن تكسير تلك الصخور.
4. أخاديد الذوبان والكهوف في الأحجار الجيرية والفتحات الناتجة عن انكماش وتقلص بعض الصخور عند تبلورها أو انطلاق الغازات من الحمم والبراكين.

وبناء على ما سبق فإنه يمكن تقسيم التكوينات الجيولوجية إلى أربعة أنواع وهي:
- الخزان المائي (بالإنجليزية: Aquifer):

هو تكوين جيولوجي تحتوي مواده الصخرية على فتحات مملوءة بالمياه وتكون هذه الفتحات كبيرة بحيث تسمح بحركة المياه من خلالها ومن أمثلته الطبقات المكونة من الرمل والحصي.
- المعوق المائي (بالإنجليزية: Aquitard):

هو تكوين جيولوجي تحتوي مواده الصخرية على فتحات مملوءة بالمياه وتكون هذه الفتحات صغيرة نسبياً أو غير متصلة بحيث تعوق حركة المياه من خلالها بدرجة كبيرة ومن أمثلته الطبقات الرملية الطينية.
- العازل أو الفاصل المائي (بالإنجليزية: Aquiclude):

هو تكوين جيولوجي تحتوي مواده الصخرية على فتحات قد تكون مملوءة بالمياه ولكن هذه الفتحات دقيقة جداً بحيث لا تسمح بحركة المياه من خلالها ومن أمثلته الطبقات الطينية.
- المهرب المائي (بالإنجليزية: Aquifuge): هو تكوين جيولوجي من الصخور الصلبة لا تحتوي على مياه وإن وجدت فإنها لا تسطيع الحركة من خلال مادته الصخرية لأنها لا تحتوي على فتحات ومن أمثلته الجرانيت.

## الخزانات الجوفية
تُعرف التكوينات أو الطبقات المشبعة بالمياه والقابلة للاستغلال بالخزانات الجوفية (بالإنجليزية: Aquifers) أو الطبقات الحاملة للمياه (بالإنجليزية: Water  Bearing Strata) وتنقسم الخزانات الجوفية من حيث طبيعة تواجدها إلى: الخزانات الحرة (الغير مقيدة)، الخزانات المقيدة (الارتوازية)، الخزانات شبه مقيدة والخزانات المُعلقة.

### الخزانات الحرة (الغير مقيدة)
يُعتبر الخزان الجوفي حراً أو غير مقيد (بالإنجليزية: Water table or Unconfined Aquifer) طالما كان مستوى سطح الماء فيه غير مفصول عن الضغط الجوي وفي هذه الحالة فإن الحد العلوي للخزان يتحدد بسطح مستوى الماء نفسه أي الحد العلوي للجزء المشبع بالماء من التكوين الجيولوجي.
وعند حفر الآبار في هذا الخزان فإن مستوى الماء في البئر يوضح السطح العلوي للنطاق المشبع بالمياه ويكون الضغط عند هذا السطح مساوياً للضغط الجوي.
ويكون الضغط المائي عند أي نقطة داخل الخزان الحر مساوياً للعمق من مستوى سطح الماء في الخزان إلى هذه النقطة ويمكن التعبير عنه بعمود الواقع فوق هذه النقطة. ومستوى الماء في الخزان الحر ليس ثابتاً ولكنه يتحرك إلى أعلى وإلى أسفل من فترة إلى أخرى فيرتفع عند إضافة المياه المتغلغلة رأسياً إلى نطاق المشبع وينخفض عند سحب كمية من المياه التي سبق تخزينها بواسطة الينابيع أو الآبار.

### الخزانات المقيدة (الارتوازية)
عندما يوجد الخزان الجوفي بين طبقتين غير منفذتين من أعلى ومن أسفل فإن كلا من الخزان والمياه التي يحويها تسمي مقيدة (بالإنجليزية: Confined) أو ارتوازية (Artesian).
ونظراً لتقييد الخزان من أعلى فإن المياه تكون مفصولة عن الضغط الجوي ولذلك فإنها توجد داخل مسام المواد الصخرية للخزان الجوفي تحت ضغوط أكبر من الضغط الجوي. وعند حفر بئر في خزان مقيد فإن المياه ترتفع في البئر إلى مستوى أعلى من السطح العلوي للخزان ويمثل مستوى الماء في هذا البئر الضغط الارتوازي للخزان، ويكون الضغط المائي أو عمود الماء عند أي نقطة داخل الخزان مساوياً للمسافة الرأسية من مستوى الماء حتى هذه النقطة ويُعرف المنسوب الذي يرتفع إليه سطح الماء في البئر بالمستوى البيزومتري (بالإنجليزية: Piezometric level).
أحياناً، يرتفع الماء في أحد الآبار إلى ما فوق مستوى سطح الأرض وتتدفق المياه من البئر، يحدث ذلك عندما يكون الضغط المائي الساكن (بالإنجليزية: Hydrostatic Pressure) في خزان مقيد كبيراً وفي هذه الحالة فإن مستوى الماء الثابت يكون فوق سطح الأرض.

### الخزانات شبه مُقيدة
في هذا النوع من الخزانات الجوفية تعلو الطبقة النفاذة طبقة شبه صماء وفي الأسفل طبقة صماء.

### الخزانات المُعلقة
تتخلل الطبقة الحاملة النفاذة عند عمق معين ولمسافة محدودة بعض التكوينات غير النفاذة التي تعيق أو تمنع حركة الماء نحو الطبقة الصماء إلى الأسفل، وهذه لا تعد تكوينات حاملة بل تدعى الطبقات الجاثمة أو المعلقة

## خصائص الخزانات الجوفية
يقوم الخزان الجوفي بوظيفتين ضروريتين تخزينية وتوصيلية، حيث تعمل الفتحات الموجودة في الطبقة الحاملة للمياه كفراغات لتخزين المياه وفي نفس الوقت تعمل كشبكة من الأنابيب لإمرار هذه المياه ويعتمد قيام الخزان الجوفي بهاتين الوظيفتين على عدد من الخواص الهامة وهي:

### التخزين
ترتبط الوظيفة التخزينية للخزان الجوفي بخاصيتين مهمتين وهما المسامية (Porosity) والإنتاج النوعي (Specific Yield). و المسامية هي ذلك الحيز من حجم المادة الصخرية الذي تشغله الفتحات البينية (Voids) ويعبر عنها بالنسبة المئوية من الحجم الكلي للمادة الصخرية ويسمي معامل المسامية ويدل على حجم المياه الجوفية التي يمكن تخزينها ولكنه لا يدل إطلاقاً على حجم المياه التي يمكن استخلاصها من تلك المادة.

### التوصيل المائي
تسمي خاصية الخزان الجوفي المتعلقة بوظيفته التوصيلية بالتوصل المائي أو الهيدروليكي ويرمز لها بالرمز (K) وتعرف بأنها قدرة المادة المسامية على إمرار الماء وقديماً كانت تسمي هذه الخاصية بالنفاذية (Permeability) ويُفضل استخدام مصطلح التوصيل المائي والذي يعتمد على حجم وشكل ودرجة اتصال الفراغات البينية في المادة الصخرية وكذلك على الخواص الطبيعية للمياه مثل الكثافة واللزوجة ونظراً لأن هذه الخواص تختلف باختلاف حرارة الماء فإنه ينبغي تحديد التوصيل المائي عند درجة حرارة معينة.

## تلوث المياه الجوفية
بصفة عامة تعتبر المياه الجوفية نقية وخالية من التلوث والبكتيريا الضارة ولكنها قد تتعرض للتلوث نتيجة بعض العوامل الخارجية مثل:
1. وجود عيوب في تصاميم آبار المياه وعدم الاهتمام بعزل الآبار المهجورة.
2. استعمال طرق غير صحيحة للتخلص من القاذورات والمياه المبتذلة المكونة للفضلات والنواتج الصناعية والزراعية والحيوانية.
3. وجود الآبار بالقرب من البالوعات والمجاري الصحية
4. وجود الآبار في مجاري السيول والفيضانات.

وتتعرض الطبقات السطحية الحاملة للمياه للتلوث بدرجة كبيرة وكلما كان مستوى الماء في تلك الطبقات قريب من سطح الأرض كلما ازدادت قابليتها للتلوث. وقد تنتقل البكتيريا إلى طبقات أعمق خاصة إذا كانت المواد الصخرية المكونة لتلك الطبقات عالية المسامية والنفاذية. ولحماية آبار المياه فإنه ينبغي أن تحدد مواقعها بعيداً عن مصادر التلوث ويراعي عند تصميمها وانشائها الحماية الصحية اللازمة.

صورة توضح تداخل مياه البحر أو المحيطات إلى المياه الجوفية

## تداخل مياه البحر
ظاهرة تداخل المياه المالحة من الظواهر المألوفة في المناطق الساحلية وتحدث عند تواجد صخور ذات نفاذية عالية مع وجود انحدار مائي نحو اليابسة ويمكن وقف تداخل وطغيان مياه البحر المالحة وحماية المياه الجوفية من التلوث بالحفاظ على منسة بالمياه الجوفية في مستوى فوق مستوى سطح البحر وذلك عن طريق حفر البئر إلى عمق مناسب والتحكم في كمية المياه المسحوبة من الآبار.